# Argyrolepidia cedarensis
Argyrolepidia cedarensis là một loài bướm đêm trong họ Noctuidae.